# Paraepidiaspis silvestrii
Paraepidiaspis silvestrii är en insektsart som beskrevs av Alfred Serge Balachowsky 1956. Paraepidiaspis silvestrii ingår i släktet Paraepidiaspis och familjen pansarsköldlöss.
Artens utbredningsområde är Libya. Inga underarter finns listade i Catalogue of Life.